# Ищанова, Сара
Сара Ищанова (род. 25 сентября 1960, Алма-Ата, Казахская ССР, СССР) — советская, казахская оперная певица (меццо-сопрано). Заслуженный деятель Республики Казахстан. Почетный гражданин (-нка) города Стамбул, Турция.

## Биография
Сара Ищанова родилась в 1960 году 25 сентября в городе Алма-Ата (Казахская АССР). С раннего детства очень любила петь. Родные и близкие очень любили слушать как поет Сара. Когда вопрос встал перед выбором будущей профессии, мама Сары поддержала ее в стремлении развивать талант певицы дальше.
Первое музыкальное обучение Сара Ищанова начала в оперной студии, при Казахском Государственном академическом театре оперы и балета им. Абая. Обучение длилось два года с 1979—1981 гг., в классе педагога народной артистки СССР — Бибигуль Ахметовны Тулегеновой.
Сара Ищанова успешно прошла обучение в оперной студии, после которой, по направлению поступила в 1985 году в Московское музыкальное училище, при Московской государственной консерватории им. П. И. Чайковского. Сразу же в тот же год, в 1985 г. поступила в Московскую государственную консерваторию им. П. И. Чайковского, в класс педагога, профессора Московской консерватории, народной артистки СССР — Ирина Константиновны Архиповой.
Окончив с отличием в 1990 году Московскую консерваторию, Сара Ищанова приехала в Алма-Ату (Казахская АССР). С 1990 года по сегодняшний день является солисткой (меццо-сопрано) в Казахском Государственном академическом театре оперы и балета им. Абая.

## Творчество
Первое выступление, дебют на сцене Казахского Государственного академического театра оперы и балета им. Абая состоялся в 1990 году и отмечен исполнениями партий в операх:
«Царская невеста» Н. Римский-Корсаков- партия Любаши; «Евгений Онегин» П. Чайковский — партия Ольги;«Пиковая дама» П. Чайковский — партия Полины.
В 1991 году участие во всесоюзном конкурсе им. Глинки, в г. Алматы. Присуждена премия «Лауреат II премии Международного конкурса им. Глинки»
В 1991 году сольный концерт в рамках «Фестиваля балета», Мальта.
В 1993 году гастроли совместно с коллективом Казахского Государственного академического театра оперы и балета им. Абая, участие в концертах, в нескольких городах Китая.
В 1996 году участие в совместном концерте, посвященном дням культуры Казахстана в г. Стамбул, в г.Анкара (Турция).
В 2001 году участие в концерте, выступление на сцене Большого театра г. Санкт-Петербург, Россия.
В 2002 году участие в концерте совместно с коллективом Казахского Государственного академического театра оперы и балета им. Абая на сцене Мариинского театра г. Санкт-Петербург, Россия.
В 2002 году состоялся сольный концерт в г.Караганда, Казахстан.
Среди многочисленных гастролей с участием солистки Сары Ищановой можно отметить знаменательное выступление, которое состоялось в 2002 году.
На открытие Ежегодного Международного фестиваля оперы и балета- «Аспендос», г. Анталья, Турция, с участием артистов Государственного Академического Театра Оперы Балета им. Абая была исполнена опера «Кармен» Ж. Бизе, главную партию Кармен исполнила Сара Ищанова. Это стало одним из ярких и незабываемых выступлений. Данное исполнение было высоко оценено жюри.
В 2004 году Сара Ищанова была удостоена звания «Почетного(ая) гражданина(-нка) города Стамбул» Турция.
С 2000 г. по 2007 г. успешно проведены совместные концерты на сцене ГАТОБ им. Абая, а также в ряде городов Казахстана,Татарстана (г. Казань) и концерты при посольствах РК, получившие высокую оценку не только у зрителей, но и у музыкальных критиков.
В 2004 году Сара Ищанова удостоена звания Заслуженный деятель Республики Казахстан.
В 2012 год и в 2017 году состоялись сольные концерты на сцене Казахского Государственного академического театра оперы и балета им. Абая.
В настоящее время Сара Ищанова работает в ГАТОБ им. Абая.

## Репертуар
В творческой жизни солистки Казахского Государственного академического театра оперы и балета им. Абая немало успешных ролей, получивших яркий незабываемый образ и исполнение:
- Кармен (опера «Кармен» Ж. Бизе)
- Любаша (опера «Царская невеста» Н. Римский-Корсаков)
- Ольга (опера «Евгений Онегин» П.Чайковский)
- Няня(опера «Евгений Онегин», П.Чайковский)
- Графиня (опера"Пиковая дама" П.Чайковский)
- Полина(опера «Пиковая дама» П.Чайковский)
- Марта (опера «Иоланта» П.Чайковский)
- Сузуки (опера «Чио-Чио-сан»/Мадам Баттерфляй Дж. Пуччини)
- Маддалена (опера «Риголетто» Дж. Пуччини)
- Джованна(опера «Риголетто» Дж. Пуччини)
- Амнерис (опера «Аида» Дж. Верди)
- Азучена (опера «Трубадур» Дж. Верди)
- Флора (опера «Травиата» Дж. Верди)
- Ульрика (опера «Травиата»Дж. Верди)
- Зибель (опера «Фауст»Ш.Гуно)
- Шаманка (опера «Томирис» А.Серкебаев)
- Содия (опера «Томирис» А.Серкебаев)

Репертуар певицы обширный, в него также входит много известных музыкальных произведений: произведения композиторов классиков, западных композиторов, русских композиторов и композиторов Казахстана, народные песни.

## Личная жизнь
Певица Сара Ищанова была замужем. Имеет дочь — Найля Ищанова (2002 г.р.)

## Награды
- Лауреат II премии Международного конкурса им. Глинки (1991 г.)
- Почетный гражданин(-нка) г. Стамбул, Турция (2002 г.)
- Заслуженный деятель Республики Казахстан (2004 г.)